# Kari Leppänen
Kari Tapio Leppänen, född 1945, är en finsk serieskapare (främst tecknare) verksam sedan 1970-talet bland annat som tecknare av Fantomen och egenförfattade science fiction-serier. Han är även skapare till serien Achilles Wiggen.
1985 fick han motta Kalle Träskalle-hatten av Finlands serieförening.